# Луківка (Ковельський район)
Лукі́вка — село в Україні, у Поворській сільській громаді Ковельського району Волинської області. Населення становить 247 осіб.

## Історія
У 1906 році село Повурської волості Ковельського повіту Волинської губернії. Відстань від повітового міста 27 верст, від волості 3. Дворів 44, мешканців 340.

## Населення
Згідно з переписом УРСР 1989 року чисельність наявного населення села становила 251 особа, з яких 109 чоловіків та 142 жінки.
За переписом населення України 2001 року в селі мешкало 248 осіб.

### Мова
Розподіл населення за рідною мовою за даними перепису 2001 року:
| Мова       | Відсоток |
| ---------- | -------- |
| українська | 98,79 %  |
| російська  | 1,21 %   |